# Vụ hỏa hoạn xe buýt Thành Đô 2009
Vào ngày 5 tháng 6 năm 2009, một vụ tấn công giết người hàng loạt–tự sát xảy ra trên một chiếc xe buýt ở Thành Đô, Trung Quốc. Vụ việc làm 27 người thiệt mạng và 76 người bị thương. Không có bằng chứng cho thấy vụ tấn công có liên quan đến khủng bố.

## Bối cảnh
Vào khoảng 8 giờ sáng giờ địa phương, một chiếc xe buýt chạy bằng động cơ diesel đã bốc cháy. Tai nạn dẫn đến số thương vong nghiêm trọng và lý do được cho là do cửa sau không mở, lính cứu hỏa và các đội dịch vụ khẩn cấp khác bị phong tỏa cách hiện trường 1 km do tình hình giao thông bất lợi. Chính quyền không biết nguyên nhân chính xác của đám cháy ngay, nhưng các động cơ diesel không hề bị đụng chạm đến và chính quyền nhanh chóng loại trừ lý do trục trặc máy móc. Sau đó, họ đổ lỗi cho việc có một hành khách đã mang xăng lên xe buýt, và khi tiến hành cuộc điều tra, chính quyền không loại trừ hành vi phóng hỏa chính là nguyên nhân.
Một số hành khách, bao gồm cả tài xế xe buýt, cho biết họ ngửi thấy mùi xăng, và dấu vết của xăng được tìm thấy trong chiếc xe buýt vốn không chạy bằng xăng. Sau cuộc điều tra của chính phủ, các nhà điều tra cho biết xăng do một hành khách mang lên xe buýt thực sự đã gây ra hỏa hoạn, nhưng họ không thể xác định ngay vụ hỏa hoạn là hành động cố ý phóng hỏa hay là một vụ tai nạn. Cuộc thăm dò ban đầu đã loại trừ nguyên nhân gây ra hỏa hoạn là một vụ nổ. Những người đi bộ bên ngoài xe buýt chạy tới giúp phá cửa sổ để hành khách thoát ra ngoài.
Luật pháp Trung Quốc không yêu cầu xe buýt phải trang bị búa nhằm mục đích phá cửa sổ trong trường hợp khẩn cấp, nhưng người ta đã tìm thấy dấu vết của ba chiếc búa tại hiện trường. Chiếc xe buýt được sản xuất vào tháng 2 năm 2005 và đã đi được 270.000 km (168.000 mi) vào thời điểm xảy ra sự cố. Tính cả những nạn nhân qua đời trong bệnh viện, tổng số người thiệt mạng là 27 người.

## Hung thủ
Thủ phạm sau đó được xác định là Trương Vân Lương (张云良), 62 tuổi, thất nghiệp, quê quán ở Tô Châu, tỉnh Giang Tô, đang tạm trú ở Thành Đô. Trước đó ông ta từng dọa tự tử sau khi gia đình giảm tiền chu cấp hỗ trợ cho mình. Vào đêm trước khi phóng hỏa, Vân Lương nói với con gái của mình rằng muốn "chết một cách khác biệt". Trước khi đến Thành Đô vào năm 2006, Trương Vân Lương nghiện cờ bạc và phải sống phụ thuộc vào sự hỗ trợ tài chính từ con gái. Trương Vân Lương ở phía sau xe buýt vào thời điểm ông ta tử vong vì bị thiêu cháy.

## Phản ứng

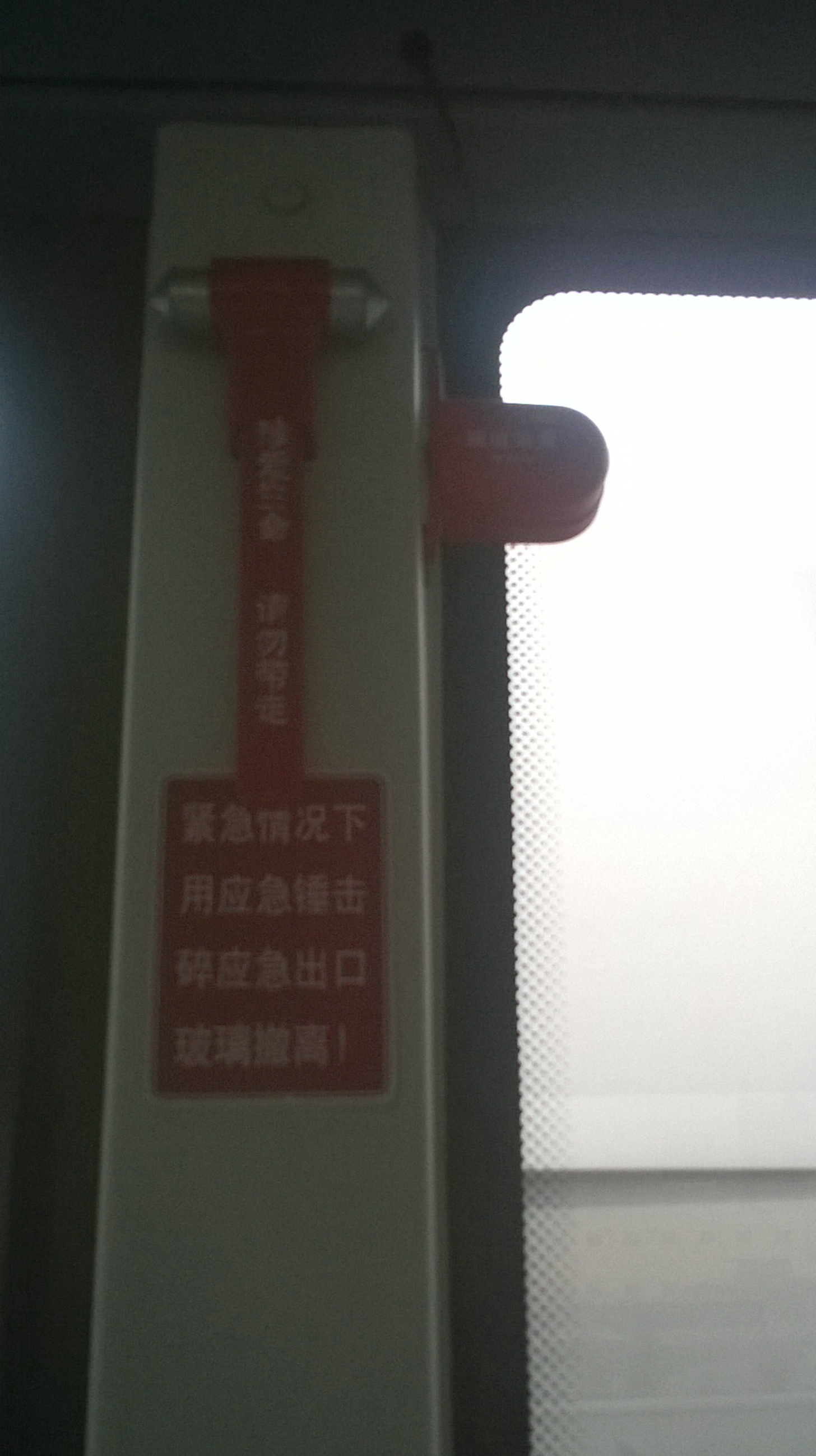
Búa khẩn cấp và thiết bị phá kính trên xe buýt nhanh Thành Đô.

Đám cháy làm ảnh hưởng đến 101 gia đình. Sau vụ việc, Lý Thự Quang, chủ tịch công ty xe buýt từ chức, nói rằng ông hy vọng việc từ chức của mình sẽ "khơi dậy sự chú ý của xã hội về an toàn giao thông công cộng." Một công ty xe buýt ở Thành Đô hứa sẽ thưởng tiền cho những hành khách trình báo những người mang chất lỏng dễ cháy hoặc các vật dụng bị cấm khác lên xe. Chính quyền các thành phố Bắc Kinh, Thẩm Dương và Quảng Châu đã phản ứng bằng cách rà soát lại các biện pháp an toàn cho xe buýt. Các quan chức ở Hải Khẩu đã trang bị 400 chiếc búa phá kính cho các xe buýt công cộng , nhưng hơn một nửa số búa này đã bị đánh cắp trong vòng ba ngày. Do các bệnh viện địa phương đang cạn kiệt lượng máu cần thiết để truyền cứu các nạn nhân, hơn 60 người dân Thành Đô và 55 binh sĩ đã tình nguyện hiến máu sau một cuộc gọi khẩn cấp từ chính quyền bệnh viện.
Sau vụ cháy xe buýt ở Thành Đô, tai nạn xe buýt bốc cháy cũng xảy ra vào ngày 13 tháng 6 ở Thâm Quyến, ngày 15 tháng 6 Ô Hải, Nội Mông và ngày 16 tháng 6 ở Chu Sơn, Chiết Giang. Không có bằng chứng về bất kỳ mối liên hệ với khủng bố nào, cũng không có hành khách nào thiệt mạng trong ba vụ cháy xe buýt trên. Chính quyền thành phố Thâm Quyến đã đối phó với vụ cháy xe buýt ở Thành Đô và Thâm Quyến bằng cách tuyên bố rằng các xe buýt ở các trường mẫu giáo của thành phố phải được trang bị GPS.